# Scandic Europa
Scandic Europa är ett 4-stjärnigt Scandic-hotell beläget centralt på Nils Ericsonsgatan 21 i Nordstan och nära centralstationen i Göteborg. Med 456 rum är det ett av Göteborgs största hotell.

## Historik
Byggnaden, som är belägen i kvarteret 8 Köpmannen, uppfördes under åren 1970–1973 efter ritningar av arkitekten E Henlund vid F O Peterson & Söner Arkitektkontor. En ombyggnad av restaurangdelen, samt ändring av kontorslokaler till hotellrum, skedde i slutet av 1970-talet. Hotellet utökades 1981 genom en påbyggnad med två våningar. I kvarteret låg tidigare flera hotell, bland annat Hotel Continental.

## Galleri

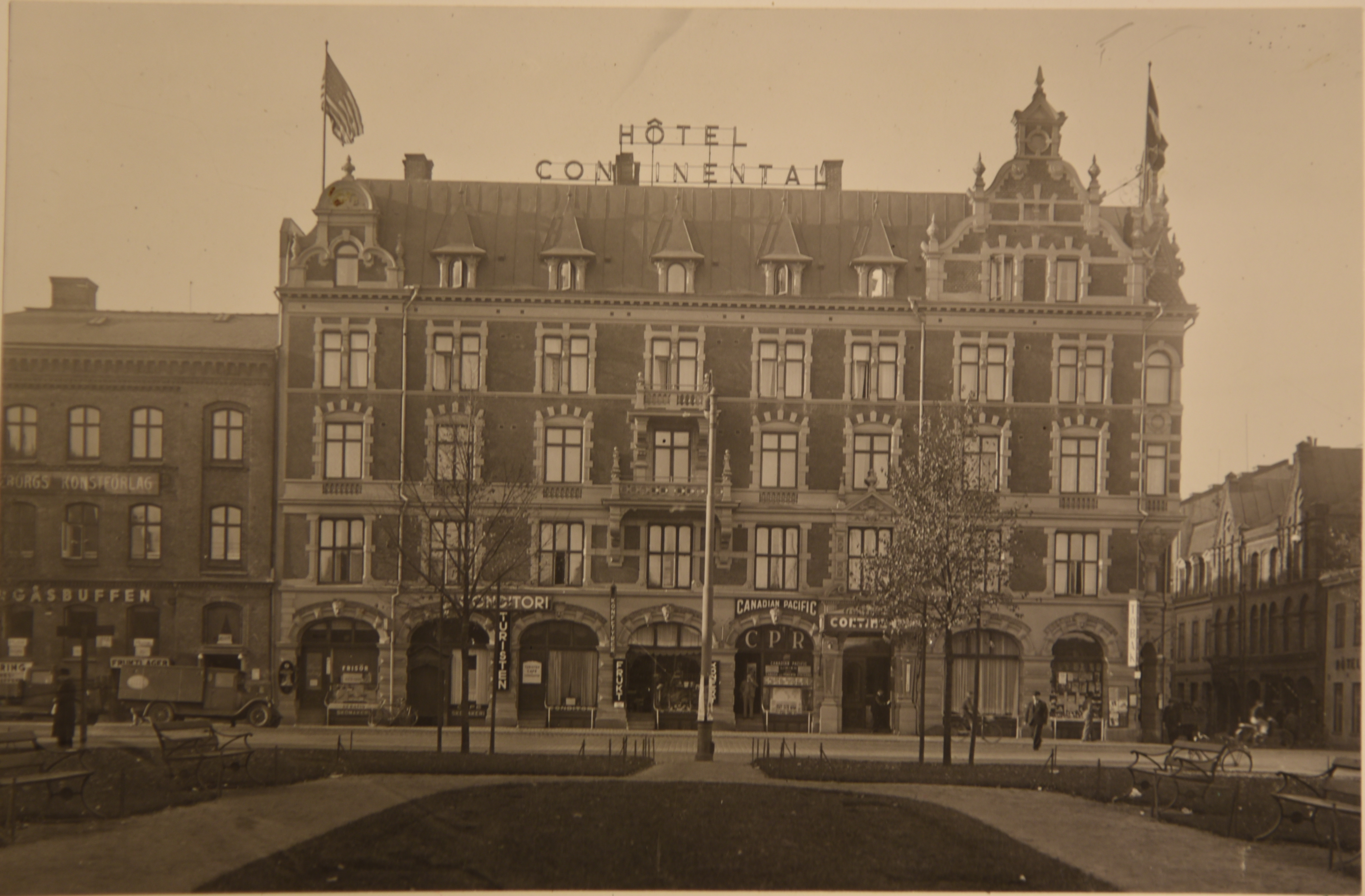
Hotel Continental vid Nils Ericsonsgatan 19, tidigt 1900-tal.
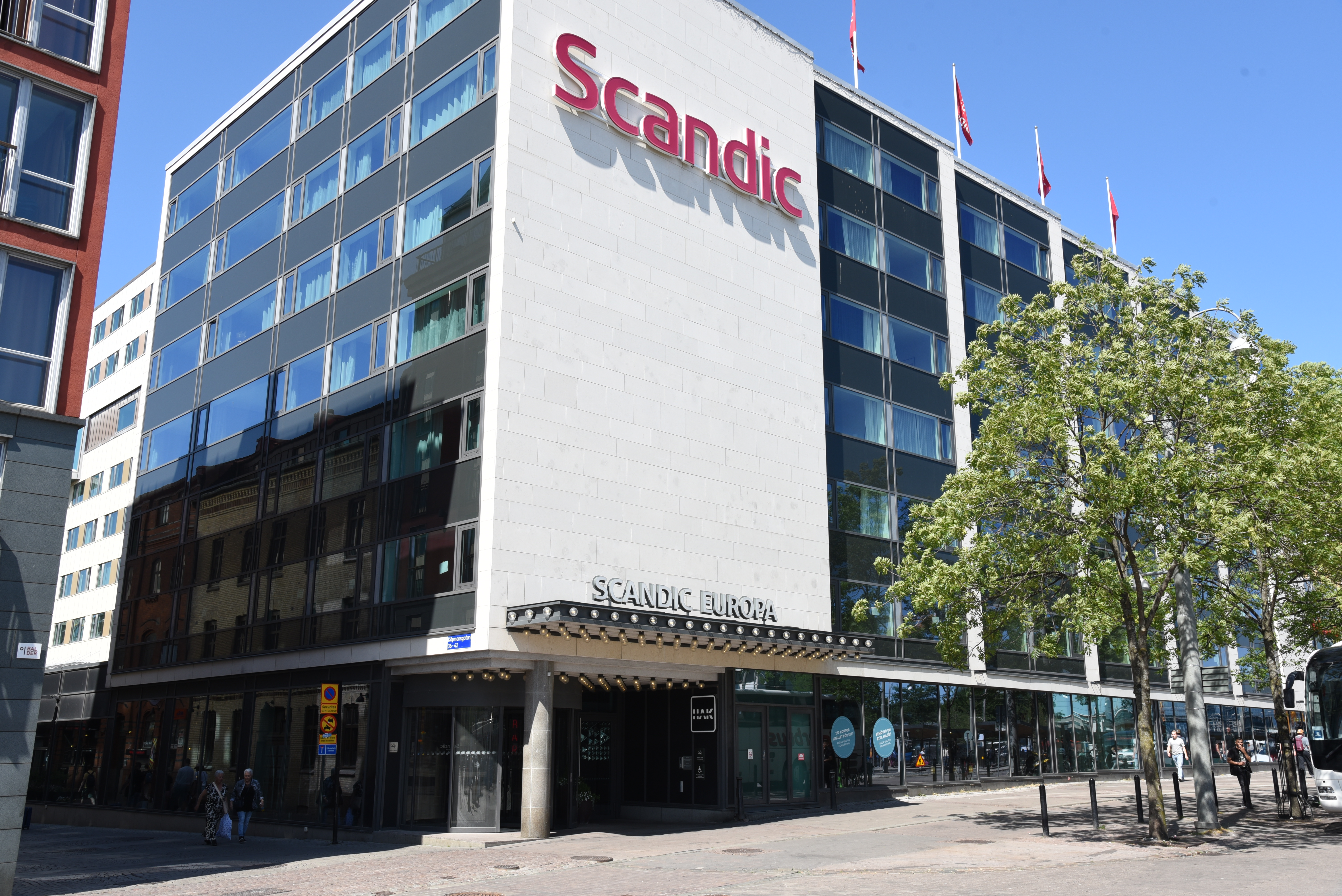
Scandic Europa i juni 2023.